# Bibliographie sur le Front populaire
Pour un article plus général, voir Front populaire (France).
Cet article constitue une bibliographie sur le Front populaire.

## Ouvrages et articles généraux
- Louis Bodin et Jean Touchard, Front populaire, 1936, Paris, Armand Colin, coll. « L'Histoire par la presse », 1985 (1re éd. 1961), 233 p. (ISBN 2-200-37091-1, présentation en ligne), [présentation en ligne].
- (en) Julian Jackson, The Popular Front in France : Defending democracy, 1934-38, Cambridge / New York / Melbourne, Cambridge University Press, 1987, XIV-353 p. (ISBN 0-521-32088-7, présentation en ligne), [présentation en ligne].
- (en) Martin S. Alexander (dir.) et Helen Graham (dir.), The French and Spanish Popular Fronts : comparative perspectives, Cambridge, Cambridge University Press, 1989, XIV-277 p. (ISBN 0-521-35081-6, présentation en ligne).
- Jean-Paul Brunet, Histoire du Front populaire, 1934-1938, Paris, Presses universitaires de France, coll. « Que sais-je ? » (no 1209), 1998 (1re éd. 1991), 127 p. (ISBN 2-13-044288-9).
- Michel Margairaz, Danielle Tartakowsky et Daniel Lefeuvre, « L'avenir nous appartient ! » : une histoire du Front populaire, Paris, Larousse, 2006, 239 p. (ISBN 2-03-582633-0, présentation en ligne).
- Michel Margairaz, Danielle Tartakowsky et Daniel Lefeuvre, Le Front populaire, Paris, Larousse, essais et documents, coll. « L'œil des archives », 2009, 239 p. (ISBN 978-2-03-584609-9, présentation en ligne).
- Frédéric Monier, Le Front populaire, Paris, La Découverte, coll. « Repères » (no 342), 2002, 123 p. (ISBN 2-7071-3402-3, présentation en ligne).
- Gilles Morin (dir.) et Gilles Richard (dir.), Les deux France du Front populaire : chocs et contre-chocs / actes du colloque tenu à l'École normale supérieure (Ulm) puis aux Archives nationales, du 4 au 6 décembre 2006, Paris, L'Harmattan, coll. « Des poings et des roses », 2008, 413 p. (ISBN 978-2-296-05702-9, présentation en ligne).
- Pierre Renouvin et René Rémond (dir.), Léon Blum, chef de gouvernement (1936-1937) : colloque de la Fondation nationale des sciences politiques, Paris, 26-27 mars 1965, Paris, Presses de la Fondation nationale des sciences politiques, coll. « Références » (no 3), 1981 (1re éd. 1967, Armand Colin), 439 p. (ISBN 2-7246-0454-7, présentation en ligne), [présentation en ligne].
- René Rémond (dir.) et Janine Bourdin (dir.), Édouard Daladier, chef de gouvernement (avril 1938-septembre 1939) : colloque de la Fondation nationale des sciences politiques, Paris, 4-6 décembre 1975, Paris, Presses de la Fondation nationale des sciences politiques, 1977, 319 p. (ISBN 2-7246-0377-X, présentation en ligne).
- René Rémond (dir.) et Janine Bourdin (dir.), La France et les Français en 1938-1939 : colloque de la Fondation nationale des sciences politiques, Paris, 4-6 décembre 1975, Paris, Presses de la Fondation nationale des sciences politiques, 1978, 365 p. (ISBN 2-7246-0412-1, présentation en ligne), [présentation en ligne].
- Danielle Tartakowsky, Le Front populaire : la vie est à nous, Paris, Gallimard, coll. « Découvertes Gallimard : histoire » (no 275), 2004 (1re éd. 1996), 144 p. (ISBN 978-2-07-053330-5).
- Michel Winock et Séverine Nikel, La gauche au pouvoir : l'héritage du Front populaire, Paris, Bayard, 2006, 188 p. (ISBN 2-227-47557-9).

## La France de l'époque
- Serge Berstein, La France des années 1930, Armand Colin, collection Cursus, 2003  (ISBN 2-200-26359-7)
- (en) Herrick Chapman, « The Political Life of the Rank and File : French Aircraft Workers during the Popular Front, 1934-38 », International Labor and Working-Class History, no 30 « The Popular Front »,‎ automne 1986, p. 13-31 (lire en ligne).
- Michel Dreyfus, « Pacifisme et pacifistes sous le Front populaire », Matériaux pour l'histoire de notre temps, no 6 « 1936 en France »,‎ avril-juin 1986, p. 15-16 (lire en ligne).
- Louis-Pascal Jacquemond, L'Espoir brisé 1936, les femmes et le Front populaire, éd. Belin, 2016, 440 p.  (ISBN 978-2-7011-9896-5)
- Jacques Kergoat, La France du Front populaire, La Découverte, 1996  (ISBN 9782707148629)
- Marcel Livian, Le Parti socialiste et l'immigration : le gouvernement Léon Blum, la main-d'œuvre immigrée et les réfugiés politiques (1920-1940) : russes, géorgiens, arméniens, italiens, espagnols, allemands, sarrois, autrichiens, allemands des Sudètes, Paris, Éditions Anthropos, 1982, 265 p. (ISBN 2-7157-1049-6).
- (en) Arthur Mitzman, « The French Working Class and the Blum Government (1936–37) », International Review for Social History, vol. 9, no 3,‎ décembre 1964, p. 363-390 (DOI 10.1017/S0020859000002613).
- (en) Francis J. Murphy, « « La Main Tendue » : Prelude to Christian-Marxist Dialogue in France, 1936-1939 », The Catholic Historical Review, Catholic University of America Press, vol. 60, no 2,‎ juillet 1974, p. 255-270 (JSTOR 25019542).
- Éric Nadaud, « Le renouvellement des pratiques militantes de la S.F.I.O. au début du Front populaire (1934-1936) », Le Mouvement social, Paris, Éditions ouvrières, no 153,‎ octobre-décembre 1990, p. 9-32 (lire en ligne).
- Henri Noguères, La Vie quotidienne en France au temps du Front populaire. 1935-1938, éd. Hachette, 1977
- Denis Peschanski (dir.), Les Élites locales dans la tourmente. Du Front populaire aux années cinquante, CNRS éditions, 2000
- Pierre Schill, 1936. Visages et figures du Front populaire en Moselle, Metz, Éditions Serpenoise, 2006.
- (en) Michael Seidman, « The Birth of the Weekend and the Revolts against Work : The Workers of the Paris Region during the Popular Front (1936-38) », French Historical Studies, vol. 12, no 2,‎ automne 1981, p. 249-276 (lire en ligne).
- Jean-François Sirinelli, « Sur la scène et dans la coulisse : les intellectuels français à l'époque du Front populaire », Matériaux pour l'histoire de notre temps, no 6 « 1936 en France »,‎ avril-juin 1986, p. 11-13 (lire en ligne).
- Danielle Tartakowsky, « Front populaire et renouvellement des cultures politiques », Le Mouvement social, Paris, Éditions ouvrières, no 153,‎ octobre-décembre 1990, p. 3-8 (lire en ligne).
- Rita Thalmann, « Xénophobie et antisémitisme sous le Front populaire », Matériaux pour l'histoire de notre temps, no 6 « 1936 en France »,‎ avril-juin 1986, p. 18-20 (lire en ligne).
- Pierre Turpin, « Les handicapés et le Front populaire », Matériaux pour l'histoire de notre temps, no 6 « 1936 en France »,‎ avril-juin 1986, p. 21-22 (lire en ligne).

## Élections d'avril-mai 1936
- Georges Dupeux, Le Front populaire et les élections de 1936, vol. 1 et 2 (cartes et graphiques), Paris, Armand Colin, coll. « Cahiers de la Fondation nationale des sciences politiques : partis et élections » (no 99), 1959, 183 p. (présentation en ligne), [présentation en ligne].
- Jean-Michel Gaillard, Les 40 jours de Blum : les vrais débuts du Front populaire, 27 avril-5 juin 1936, Paris, Perrin, 2001, 316 p. (ISBN 2-262-01731-X).
- (en) A. W. H. Shennan, « The Parliamentary Opposition to the Front Populaire and the Elections of 1936 », The Historical Journal, vol. 27, no 3,‎ septembre 1984, p. 677-695 (lire en ligne).

## Grèves
- Albert Ayache, « Les grèves de juin 1936 au Maroc », Annales. Histoire, Sciences sociales, Paris, Armand Colin, no 3, 12e année,‎ juillet-septembre 1957, p. 418-429 (lire en ligne).
- Barthélémy Schwartz et Jérôme, « Juin 1936 - Le Front populaire au secours du capitalisme français », brochure, Zanzara athée,‎ 2009, p. 01-24 (lire en ligne).
- Bertrand Badie, « Les grèves de 1936 aux usines Renault », dans Jean Bouvier (dir.), La France en mouvement, 1934-1938, Seyssel, Champ Vallon, coll. « Époques », 1986, 349 p. (ISBN 2-903528-77-2), p. 68-85.
- Jacques Delarue, « Juin 1936 : la grève chez Renault à seize ans », Matériaux pour l'histoire de notre temps, no 6 « 1936 en France »,‎ avril-juin 1986, p. 7-10 (lire en ligne).
- (en) Simon Dell, « Festival and Revolution : the Popular Front in France and the press coverage of the strikes of 1936 », Art History, vol. 23, no 4,‎ novembre 2000, p. 599–621 (DOI 10.1111/1467-8365.00228).
- Raymond Hainsworth, « Les grèves du Front populaire de mai et juin 1936 : une nouvelle analyse fondée sur l'étude de ces grèves dans le bassin houiller du Nord et du Pas-de-Calais », Le Mouvement social, Paris, Éditions de l'Atelier, no 96,‎ juillet-septembre 1976, p. 3-30 (lire en ligne).
- Georges Lefranc (éd.), Juin 36 : « l'explosion sociale » du Front populaire, Paris, Julliard, coll. « Archives », no 22, 1966, 350 p.
- Étienne Penissat, « « Occuper les lieux de travail » en 1936 : usages et enjeux sociaux et politiques », Mots : Les langages du politique, Paris, CNRS Éditions, no 79 « Discours de violence au nom de la foi »,‎ novembre 2005, p. 131-142 (ISBN 2-84788-084-4, lire en ligne).
- Antoine Prost, « Les grèves de mai-juin 1936 revisitées », Le Mouvement social, Paris, Éditions de l'Atelier, no 200,‎ 2002, p. 33-54 (lire en ligne).
- (en) Siân Reynolds, « Women, men and the 1936 strikes in France », dans Martin S. Alexander et Helen Graham (dir.), The French and Spanish Popular Fronts : Comparative Perspectives, Cambridge, Cambridge University Press, 1989, XIV-277 p. (ISBN 0-521-35081-6, DOI 10.1017/CBO9780511562846.015), p. 185-200.
- Salomon Schwarz, « Les occupations d'usines en France de mai et juin 1936 », International Review for Social History, vol. 2, no 1,‎ janvier 1937, p. 50-104 (DOI 10.1017/S1873084100000161).

## Mises en perspective
- Édouard Lynch (préf. Serge Berstein), Moissons rouges : les socialistes français et la société paysanne durant l'entre-deux-guerres, 1918-1940, Villeneuve d'Ascq, Presses universitaires du Septentrion, coll. « Histoire et civilisations », 2002, 484 p. (ISBN 2-85939-750-7, présentation en ligne), [présentation en ligne].
- Antoine Prost (dir.), Jean Zay et la gauche du radicalisme, Paris, Presses de Sciences Po, coll. « Collection académique », 2003, 250 p. (ISBN 2-7246-0895-X, présentation en ligne), [présentation en ligne].
- (en) Irwin M. Wall, « The Resignation of the First Popular Front Government of Leon Blum, June 1937 », French Historical Studies, vol. 6, no 4,‎ automne 1970, p. 538-554 (lire en ligne).
- Michel Winock (dir.), Les Années trente. De la crise à la guerre (recueil d'articles), éd. du Seuil, « Points », 1990 [En particulier « La trahison des possédants » et « Le Front populaire a-t-il perdu la guerre ? »]

## Politique culturelle
- « 1936. Arts et littérature », Europe, no 683, mars 1986, [présentation en ligne].
- Musée des Beaux-Arts d'Orléans, Le Front populaire et l'art moderne. Hommage à Jean Zay, 1995.
- Benigno Cacérès, préface de Pierre Mauroy, « Allons au-devant de la vie » : la naissance du temps des loisirs en 1936, Paris, François Maspero, coll. « Petite collection Maspero », no 264, 1981, 286 p.,  (ISBN 2-7071-1257-7)
- Michel Cadé, « Le bonheur pour pratique dans les Pyrénées-orientales », Vingtième Siècle : Revue d'histoire, no 27 « La rue et la fête du Front Populaire »,‎ juillet-septembre 1990, p. 91-96 (lire en ligne).
- Georges Dauger, « Les fêtes de la Creuse », Vingtième Siècle : Revue d'histoire, no 27 « La rue et la fête du Front Populaire »,‎ juillet-septembre 1990, p. 77-80 (lire en ligne).
- Noëlle Gérôme, « Les loisirs populaires de Poitiers », Vingtième Siècle : Revue d'histoire, no 27 « La rue et la fête du Front Populaire »,‎ juillet-septembre 1990, p. 81-90 (lire en ligne).
- (en) Jessica Irons, « Staging Reconciliation : Popular Theatre and Political Utopia in France in 1937 », Contemporary European History, vol. 14, no 3,‎ août 2005, p. 279-294 (lire en ligne).
- Pascal Ory, « Front populaire et création artistique », Bulletin de la Société d’histoire moderne, 15e série, vol. 73, no 8 « Supplément à la Revue d'histoire moderne et contemporaine no 3 »,‎ 1974, p. 5-21 (lire en ligne) Communication devant la Société d’histoire moderne du 6 janvier 1974.
- Pascal Ory, La Belle Illusion : Culture et Politique sous le signe du Front populaire (1935-1938), Paris, Plon, coll. « Civilisation et mentalités », 1994, 1033 p. (ISBN 2-259-02683-4, présentation en ligne).
- Antoine Prost, « Les premier mai du front populaire en province (1936-1939) », Vingtième Siècle : Revue d'histoire, no 27 « La rue et la fête du Front Populaire »,‎ juillet-septembre 1990, p. 61-76 (lire en ligne).
- Miguel Rodriguez, « Le premier mai 1936 entre deux tours et deux époques », Vingtième Siècle : Revue d'histoire, no 27 « La rue et la fête du Front Populaire »,‎ juillet-septembre 1990, p. 55-60 (lire en ligne).
- Danielle Tartakowsky, « Manifestations, fêtes et rassemblements à Paris (juin 1936-novembre 1938) », Vingtième Siècle : Revue d'histoire, no 27 « La rue et la fête du Front Populaire »,‎ juillet-septembre 1990, p. 43-54 (lire en ligne).

## Politique militaire
- Olivier Forcade, « Les conférences interministérielles du renseignement sous le Front populaire en 1937 », Bulletin de l'Institut Pierre Renouvin, no 36,‎ 2012, p. 27-43 (DOI 10.3917/bipr.036.0027, lire en ligne).
- Robert Frank, Le Prix du réarmement français (1935-1939), Paris, Publications de la Sorbonne, coll. « France XIXe-XXe siècles » (no 13), 1982 (réimpr. 2017) (1re éd. 1978), 382 p. (ISBN 2-85944-050-X, présentation en ligne), [présentation en ligne].
- Robert Frank, « Intervention étatique et réarmement en France 1935-1939 », Revue économique, Paris, Presses de la Fondation nationale des sciences politiques, vol. 31, no 4,‎ juillet 1980, p. 743-781 (lire en ligne).
- Guerres mondiales et conflits contemporains, no 215, 2004, « 1919-1939. Missions et attachés militaires. Défense et Front populaire », Paris, Presses Universitaires de France,  (ISSN 0984-2292), lire en ligne.
- Henry Dutailly (lieutenant-colonel), préf. de Guy Pédroncini, Les problèmes de l’armée de terre française (1935-1939), Paris, Imprimerie nationale, 1980, 449 p.
- Philippe Garraud, « La politique française de réarmement de 1936 à 1940 : priorités et contraintes », Guerres mondiales et conflits contemporains, Paris, Presses universitaires de France, no 219,‎ 2005, p. 87-102 (lire en ligne).
- L'Armée française de 1919 à 1939, tome 2, La Phase de fermeté, Paris, Service historique de l'armée de terre (S.H.A.T.), s.d., 382 p.
- Les relations militaires franco-belges de mars 1936 au 10 mai 1940 : travaux d'un colloque d'historien belges et français  (préf. Pierre Renouvin et Jacques Willequet), Paris, Éditions du Centre national de la recherche scientifique, 1968, 382 p. (présentation en ligne).
- Georges Vidal, « L'institution militaire et la peur d'une insurrection communiste en 1936 », Communisme. Revue d'études pluridisciplinaires « Le PCF entre implantation sociétale et impuissance politique », no 69,‎ 2002, p. 101-126.
- Georges Vidal, « Le Parti communiste français et la défense nationale à l’époque du Front populaire », Guerres mondiales et conflits contemporains, Paris, Presses universitaires de France, no 215,‎ juillet 2004, p. 47-73 (lire en ligne).
- Georges Vidal, La grande illusion ? : le Parti communiste français et la défense nationale à l'époque du Front populaire, 1934-1939, Lyon, Presses universitaires de Lyon, 2006, 484 p. (ISBN 2-7297-0786-7, présentation en ligne).
- Georges Vidal (préf. Olivier Forcade), L'armée française et l'ennemi intérieur : 1917-1939. Enjeux stratégiques et culture politique, Rennes, Presses universitaires de Rennes, coll. « Histoire », 2015, 264 p. (ISBN 978-2-7535-3620-3, présentation en ligne).

## Politique étrangère
- Centre national de la recherche scientifique (France), Les relations franco-allemandes, 1933-1939 : colloque international (1975, Strasbourg) Paris, CNRS, (Colloques internationaux du Centre national de la recherche scientifique, 563), 1976, 424 p.
- Jean Doise et Maurice Vaïsse, Politique étrangère de la France. Diplomatie et outil militaire, 1871-1991, Paris, Éditions du Seuil, coll. « Points. Histoire » (no 153), 1992 (1re éd. 1987, Imprimerie nationale), 749 p. (ISBN 2-02-014159-0 et 2-02-014159-0, présentation en ligne), [présentation en ligne].
- (en) John E. Dreifort, « The French Popular Front and the Franco-Soviet Pact, 1936-37 : A Dilemma in Foreign Policy », Journal of Contemporary History, vol. 11, nos 2/3 « Conflict and Compromise : Socialists and Socialism in the Twentieth Century »,‎ juillet 1976, p. 217-236 (lire en ligne).
- Sabine Dullin, « L'Union soviétique et la France à un tournant : conjoncture extérieure et évolution interne en 1936-1937 », Matériaux pour l'histoire de notre temps, Paris, Bibliothèque de documentation contemporaine (BDIC), nos 65-66 « Hommage à René Girault. Pour une histoire des relations internationales »,‎ janvier-juin 2002, p. 55-60 (lire en ligne).
- Jean-Baptiste Duroselle, Politique étrangère de la France : la Décadence, 1932-1939, Paris, Éditions du Seuil, coll. « Points. Série Histoire » (no 63), 1983 (1re éd. 1979, Imprimerie nationale), 568 p. (ISBN 2-02-006347-6, présentation en ligne), [présentation en ligne], [présentation en ligne].
- Richard Gombin, Les Socialistes et la guerre : la S.F.I.O. et la politique étrangère française entre les deux guerres mondiales, Paris / La Haye, Mouton, 1970, VIII-272 p. (présentation en ligne).
- Jean Sagnes (dir.) et Sylvie Caucanas (dir.) (préf. Bartolomé Bennassar, postface Pierre Vilar), Les Français et la guerre d'Espagne : actes du colloque tenu à Perpignan les 28, 29, et 30 septembre 1989, Perpignan, Presses universitaires de Perpignan, coll. « Collection Études », 2004 (1re éd. 1990, CREPF), 437 p. (ISBN 2-914518-54-4, présentation en ligne).
- Comité d’histoire de la 2e Guerre mondiale, La France et l’Allemagne, 1932-1936 : communications présentées au colloque franco-allemand tenu à Paris du 10 au 12 mars 1977, Paris, Éditions du CNRS, 1980, 417 p.
- Richard Gombin, Les Socialistes et la guerre : la S.F.I.O. et la politique étrangère française entre les deux guerres mondiales, Paris, Mouton, 1970, VIII-272 p. (présentation en ligne).
- (en) Peter Darron Jackson, France and the Nazi Menace : Intelligence and Policy Making, 1933-1939, Oxford, Oxford University Press, 2000, XII-446 p. (ISBN 0-19-820834-0, présentation en ligne).
- (en) Nicole Jordan, The Popular Front and Central Europe : The Dilemmas of French Impotence, 1918-1940, Cambridge, Cambridge University Press, 1992, XV-348 p. (ISBN 0-521-41077-0, présentation en ligne).
- David Wingeate Pike (préf. Pierre Renouvin), Les Français et la guerre d'Espagne, Paris, Presses universitaires de France, coll. « Publications de la Sorbonne. N S Recherches » (no 7), 1975, 467 p. (ISBN 2-13-040565-7).
- (en) Dante A. Puzzo, Spain and the Great Powers, 1936-1941, New York, Columbia University Press, 1962, VI-296 p.
- (en) Nicholas Rostow, Anglo-French relations, 1934-36, Londres, Macmillan Press, 1984, XII-314 p. (ISBN 0-333-27117-3).
- (en) Martin Thomas, Britain, France and appeasement : Anglo-French relations in the Popular Front era, Oxford, Berg, 1996, X-268 p. (ISBN 1-85973-187-2, présentation en ligne).

## Questions financières et économiques
- Jean-Charles Asselain, « Une erreur de politique économique : la loi de quarante heures de 1936 », Revue économique, Paris, Armand Colin, vol. XXV, no 4 « Mélanges Jean Lhomme. Économie sociale »,‎ juillet 1974, p. 672-705 (lire en ligne).
- Jean Bouvier, « Un débat toujours ouvert : la politique économique du Front populaire », Le Mouvement social, Paris, Éditions ouvrières, no 54 « Front populaire »,‎ janvier-mars 1966, p. 175-181 (lire en ligne).
- Jean Bouvier, « Contrôle des changes et politique économique extérieure de la SFIO en 1936 », Relations internationales, no 13,‎ printemps 1978, p. 111-115.
- Alain Chatriot (préf. Pierre Rosanvallon), La démocratie sociale à la française : l'expérience du Conseil national économique, 1924-1940, Paris, La Découverte, coll. « L'espace de l'histoire », 2002, VIII-419 p. (ISBN 2-7071-3973-4, présentation en ligne).
- Alain Chatriot, « Les 40 heures au Conseil national économique : négocier pour construire le droit du travail », Cahiers Jaurès, Paris, Société d'études jaurésiennes, nos 165-166 « Règles de droit et durée du travail (1901-1939) »,‎ 2002, p. 39-56 (lire en ligne).
- Jean-Pierre Cuvillier (préf. Alfred Sauvy), Vincent Auriol et les finances publiques du Front populaire ou l'Alternative du contrôle et de la liberté, 1933-1939, Toulouse, Association des publications de l'Université de Toulouse-Le-Mirail, coll. « Publications de l'Université de Toulouse-Le Mirail », 1979, XIX-124 p. (présentation en ligne).
- (en) Gordon Dutter, « Doing Business with the Nazis : French Economic Relations with Germany under the Popular Front », The Journal of Modern History, vol. 63, no 2,‎ juin 1991, p. 296-326 (JSTOR 2938486).
- Robert Frank, « La gauche sait-elle gérer la France ? (1936-1937 / 1981-1984) », Vingtième Siècle : Revue d'histoire, no 6,‎ avril-juin 1985, p. 3-22 (lire en ligne).
- Francis Hordern, « Genèse et vote de la loi du 20 juin 1936 sur les congés payés », Le Mouvement social, Paris, Éditions ouvrières, no 150,‎ janvier-mars 1990, p. 19-34 (JSTOR 3778649).
- Michel Margairaz, « Les socialistes face à l'économie et à la société en juin 1936 », Le Mouvement social, Paris, Éditions ouvrières, no 93,‎ octobre-décembre 1975, p. 87-108 (lire en ligne).
- Michel Margairaz (préf. François Bloch-Lainé), L'État, les finances et l’économie : histoire d’une conversion, 1932-1952, vol. 1 et 2, Paris, Comité pour l'histoire économique et financière de la France, coll. « Histoire économique et financière de la France / Études générales », 1991, XVI-1456 p. (ISBN 2-11-081121-8, présentation en ligne, lire en ligne), [lire en ligne].
- (en) Adrian Rossiter, « Popular Front Economic Policy and the Matignon Negotiations », The Historical Journal, vol. 30, no 3,‎ septembre 1987, p. 663-684 (JSTOR 2639164).
- Alfred Sauvy, Histoire économique de la France entre les deux guerres, vol. 1 : De l'armistice à la dévaluation de la livre, 1918-1931, Paris, Fayard, 1965, 566 p. (présentation en ligne), [présentation en ligne].
- Alfred Sauvy, Histoire économique de la France entre les deux guerres, vol. 2 : De Pierre Laval à Paul Reynaud, 1931-1939, Paris, Fayard, 1967, 627 p.
- Alfred Sauvy (avec la collaboration de Anita Hirsch et d'autres auteurs), Histoire économique de la France entre les deux guerres, vol. 3, Paris, Fayard, 1972, 467 p. (présentation en ligne).

## Biographies
- Daniel Bermond, L'affaire Salengro : quand la calomnie tue, Paris, Larousse, 2011, 285 p.  (ISBN 978-2-03-584841-3).
- Serge Berstein, Léon Blum, Paris, Fayard, 2006, 835 p. (ISBN 2-213-63042-9, présentation en ligne), [présentation en ligne].
- Christian Blanckaert, Roger Salengro. Chronique d'une calomnie, Paris, Balland, 2004.
- Jacques Kergoat, Marceau Pivert, socialiste de gauche, Éditions de l’Atelier, 1994.
- Jean Lacouture, Léon Blum, Paris, Seuil, 1977, 595 p. (ISBN 2-02-004706-3 et 2-02-004706-3)Réédition revue et abrégée en format de poche : Jean Lacouture, Léon Blum, Paris, Seuil, coll. « Points. Histoire » (no 42), 1979, 616 p. (ISBN 2-02-005350-0).
- Jean Maitron (dir.), Dictionnaire biographique du mouvement ouvrier français, éd. de l'Atelier, cédérom, 1997.
- Pascal Ory et Antoine Prost, Jean Zay (1904-1944) : Le Ministre assassiné, Paris / Futuroscope, Tallandier / Réseau Canopé, 2015, 156 p. (ISBN 979-10-210-1070-3 et 978-2-240-03608-7, présentation en ligne), [présentation en ligne].
- Antoine Prost (dir.), Jean Zay et la gauche du radicalisme, Paris, Presses de Sciences Po, coll. « Académique », 2003, 250 p. (ISBN 2-7246-0895-X, présentation en ligne)
- Élisabeth Du Réau, Édouard Daladier : 1884-1970, Paris, Fayard, coll. « Pour une histoire du XXe siècle », 1993, 581 p. (ISBN 2-213-02726-9, présentation en ligne).
- Philippe Robrieux, Maurice Thorez : vie secrète et vie publique, Paris, Fayard, coll. « Le Monde sans frontières », 1975, 660 p. (ISBN 2-213-00190-1, présentation en ligne).
- Stéphane Sirot, Maurice Thorez, Paris, Presses de Sciences Po, coll. « Références facettes », 2000, 301 p. (ISBN 2-7246-0796-1, présentation en ligne).
- Annette Wieviorka, Maurice et Jeannette : biographie du couple Thorez, Paris, Fayard, 2010, 685 p. (ISBN 978-2-213-65448-5, présentation en ligne).
- Louis-Pascal Jacquemond, Irène Joliot-Curie. Biographie, Paris, Odile Jacob, 2014  (ISBN 978-2-7381-3033-4)

## Témoignages
- Daniel Guérin, avant-propos de Charles Jacquier, préface de Barthélémy Schwartz, Front populaire, révolution manquée, Agone, 2013.
- Jules Moch, Le Front populaire, grande espérance, Paris, Perrin, 1971.
- Jules Moch, Une si longue vie, Paris, Robert Laffont, 1976.
- Serge Bonnet, L'Homme de fer, Presses universitaires de Nancy, 1986.